# Антисоветское восстание в Сванетии
Восстание в Сванетии 1921 года — вооружённое выступление жителей Сванетии, высокогорной области в Западной Грузии, против установления советской власти. Стало первым выступлением против советского правительства Грузии.
Восстание началось практически сразу после вступления Красной Армии в Грузию и создания Грузинской ССР (февраль—март 1921 года). Первые возмущения среди местных крестьян начались уже в мае 1921 года и быстро переросли в вооруженное восстание против крайне непопулярных революционного комитета Грузии и временного большевистского правительства (выборы первых советов прошли в Грузии только в конце 1921 года). Претензии жителей сводились к своеволию и несправедливости действий новой власти, недостойному отношению к народу, национальному и социальному притеснению.
Восставшие начали объединяться в партизанские отряды, которые возглавили Мосостр (Александр) Дадешкилиани, Нестор Гардапхадзе и Бидзина (Борим) Пирвели. В сентябре восставшие разоружили находившиеся в Сванетии отряды красноармейцев и начали подготовку к наступлению на Кутаиси, второй по величине город Грузии. Грузинский революционный комитет, опасаясь перспективы всенародного восстания и последующей гражданской войны, 7 октября 1921 года отдал приказ о формирование специальных карательных отрядов для борьбы с повстанцами, объявленными «политическими бандитами». 15 ноября 1921 года советские официальные источники объявили, что число мятежников в Сванетии составляет 1600 человек, а их действия координируются Национально-демократической партией Грузии, связанной с меньшевистскими организациями в Тбилиси.
В Сванетии развернулись боевые действия, которые продолжались в течение шести месяцев. Восставшим удалось добиться определённых успехов, в том числе склонить часть грузинских советских частей перейти на сторону восставших. Но силы Красной Армии сумели остановить распространение восстания в соседние региона. К концу декабря 1921 года красноармейцы получили свежие подкрепления, включая артиллерию и авиацию, и окончательно подавили восстание. Лидеры повстанцев были схвачены и казнены, в районе были установлены жёсткие репрессивные меры.
Локальный характер восстания в Сванетии, как и последовавшего вскоре восстания в Кахети-Хевсурети, практически не давало шансов на успех. Однако эти неудачи заставили крупные грузинские оппозиционные партии стремиться к более тесному сотрудничеству, что впоследствии привело к их объединению в мае 1922 года в Комитет независимости и новому антисоветскому восстанию в августе 1924 года.